# Templo de Cobán
El Templo de Cobán, es uno de los templos construidos y operados por la Iglesia de Jesucristo de los Santos de los Últimos Días, el número 193 en operaciones por la iglesia y el tercero en edificarse en Guatemala. Se ubica en la 4a avenida de la zona 8, Barrio Bella Vista, en lo alto de una colina en el extremo sur de la ciudad de Cobán, Alta Verapaz. Los planes de construir el templo fueron anunciados durante la conferencia general el 5 de octubre de 2019 por el presidente de la Iglesia, Russell M. Nelson. Previo a la construcción del templo en Cobán, se dedicaron el templo de la Ciudad de Guatemala en 1984 y el templo de Quetzaltenango en 2011.
El templo está ubicado en un terreno de 5,4 acres (2,2 ha), adyacente a un centro de reuniones dominicales construido a un costado del lote. Tiene una sola planta y cuenta con aproximadamente 815 metros cuadrados (8772,6 ft²), haciéndolo uno de los templos SUD de menor tamaño del mundo. El sitio también incluye un edificio de hospedaje para los usuarios que vienen de largas distancia.
El templo tiene una torre adosada en un extremo, y sigue una influencia arquitectónica colonial española. El 14 de noviembre de 2020 se llevó a cabo una ceremonia inaugural para marcar el comienzo de la construcción, presidida autoridades generales del Área. El templo fue dedicado el 9 de junio de 2024 por Dale G. Renlund, miembro del Cuórum de los Doce Apóstoles de la iglesia. El letrero del monumento del templo está inscrito en dos idiomas: español y q'eqchi', una lengua maya que todavía se habla en algunas regiones de Guatemala. El templo de Cobán será el templo más cercano para los miembros que viven en el norte de Guatemala y Belice. 

## Historia
Los misioneros SUD llegaron a Guatemala por primera vez en 1947. La primera estaca fue organizada en la capital en 1967. Antes de 1980, los fieles viajaban al Templo de Mesa (Arizona) para sus ceremonias eclesiásticas. En una conferencia en 1977 en La Grandeza, San Pedro Sacatepéquez, el entonces apóstol SUD Boyd K. Packer dedicando una capilla en la ciudad, mencionó la construcción del Templo de la Ciudad de México y comentó que la iglesia construiría un templo en la Ciudad de Guatemala, en Quetzaltenango y Cobán. El comentario de Packard fue la primera vez que se hizo mención de la posibilidad de un templo en Cobán y es considerado en el folclore mormón como una profecía del templo. Para la dedicación del templo en Cobán, el proselitismo SUD en el país era dirigida por siete misiones.

## Anuncio
El templo fue anunciado por el entonces presidente de la iglesia Russell M. Nelson el 5 de octubre de 2019, junto a otros siete templos, durante la sesión general de mujeres de la conferencia general de octubre de 2019. Es la primera vez que los templos fueron anunciados durante la sesión de mujeres, en vez de la sesión general. A una distancia de 97 kilómetros (60,3 mi) del templo de la Ciudad de Guatemala y del templo de Miraflores, están entre los templos mas cercanos uno del otro en el mundo.
El 25 de mayo de 2020, la iglesia anunció que el templo se construiría en una propiedad de 5,4 acres (2,2 ha) ubicada junto a 4a. Avenida 4-48 Zona 8, Barrio Bella Vista, en Cobán. Los planos preliminares preveían una estructura de una sola planta de más de 8.800 pies cuadrados. En octubre de ese mismo año se celebró en los terrenos del templo el 25 aniversario de la organización de la primera estaca de la ciudad. 
El 22 de septiembre de 2020, se anunció que la primera palada del templo se iniciaría en noviembre de 2020. La ceremonia inaugural se llevó a cabo el 14 de noviembre de 2020, una semana luego que la región fue golpeada por el huracán Eta, causando más de 100 muertes. Miles de residentes seguían sin electricidad para la ceremonia de la primera palada del templo. Debido a las restricciones impuestas por la Pandemia de COVID-19 en Guatemala, se contó con la presencia de pocos miembros de la iglesia local y líderes comunitarios, incluyendo el ingeniero Ariel Hasses de la municipalidad de Cobán y monseñor Rodolfo Valenzuela Núñez, obispo de la diócesis de Verapaz.
Una vez finalizado el proyecto de construcción, se celebró una jornada de puertas abiertas del 25 de abril al 11 de mayo de 2024. El templo fue dedicado el 9 de junio de 2024 por Dale G. Renlund, del Cuórum de los Doce Apóstoles.

## Diseño y arquitectura
El edificio tiene un estilo colonial español, junto con el diseño tradicional del templo de los Santos de los Últimos Días. El templo está rodeado por paisaje que presenta palmeras y campos de césped. En el sitio también se ubican un centro de reuniones y viviendas para los usuarios del templo. Para su dedicación, el templo de Cobán era uno de 15 templos SUD a nivel mundial y el único en América Latina que no cuentan con la tradicional estatua del ángel moroni en su pináculo.
La estructura tiene 80 pies de alto y un solo piso, construida con hormigón, estuco pintado a mano y granito. El exterior tiene una torre adosada en el extremo. En la entrada se encuentra una pintura original que representa el río Polochic en la región de Alta Verapaz. La pintura muestra una vista una prominente curva en forma de herradura en el río mientras fluye a través de un valle profundo hacia el lago de Izabal.
Los motivos del diseño interior utilizan patrones típicos de los textiles de la zona de Cobán. También cuenta con alfombras decorativas de lana y vidrieras artísticas, ambas basadas en motivos textiles geométricos. El templo incluye un cuarto de instrucción, una sala para sellamientos matrimoniales y un baptisterio, cada uno dispuesto para uso ceremonial.
El diseño utiliza elementos simbólicos que representan la historia y la cultura de la región de Cobán. El simbolismo es importante para los fieles de la iglesia e incluye el estilo arquitectónico colonial español, que es común en los edificios religiosos y gubernamentales de la zona, así como motivos de diseño inspirados en textiles utilizados en todo el interior del templo.

## Construcción
El diseño del templo es similar a los diseños de otros tres templos que están a punto de completarse en todo el mundo, incluidos el Templo de Yigo en Guam, el Templo de Praia Cabo Verde y el Templo de San Juan (Puerto Rico). El 1 de julio de 2021 se comenzó la obra en el sitio del templo con el arribo de maquinaria pesada para preparar el terreno para la construcción. Un rodillo compactador de pata de cabra compactó el suelo, una práctica común en la construcción para aumentar la capacidad de carga de la tierra y reducir las posibilidades de asentamiento. Se instalaron también las barreras de construcción, vallas de seguridad de color naranja y señalización alrededor de la propiedad.

### Paredes
Para octubre de 2021 se había realizando la excavación de los cimientos del templo y para las instalaciones de alojamiento para los patronos ubicado en la parte posterior del terreno. Para noviembre de ese año se completó el vertido de cimientos, la excavación de zanjas para servicios públicos y la instalación de conductos. En febrero se realizó en hormigón y luego curados los muros del primer piso del templo y se colocaron las barras de refuerzo para el nivel mecánico superior que irá desde el frente del edificio hasta la parte trasera. Se comenzaron también los trabajos en el segundo nivel de las instalaciones de vivienda adyacente al templo.
En enero de 2023 se colocaron las molduras de piedra a lo largo de la base del templo, sobre todo a ambos lados de la puerta de entrada. También se agregaron las molduras alrededor de las ventanas y las puertas. Para noviembre de 2023 la valla de seguridad de color naranja que se encontraba a lo largo de la calle frente al Templo de Cobán Guatemala fue retirada. El antiguo centro de reuniones del Barrio 2 de Cobán, que se encontraba en un montículo al norte del templo de Cobán fue demolido a principios de 2023. Posteriormente, el terreno de esa capilla fue nivelado y ajardinado como parte de los terrenos del templo. Se ha construido un nuevo centro de reuniones al sur del templo y el edificio de alojamiento para usuarios se encuentra al este. 

### Cúpula
En mayo de 2022 se completó el armazón de acero de la cúpula y la linterna del templo y se fijaron al cuerpo del campanario. En las paredes exteriores, se aplicó una capa de sellador de hormigón con una imprimación blanca. Se había completado también el armazón estructural de la vivienda para los usuarios y del nuevo centro de reuniones. En junio se había atornillado un marco arqueado al techo de la entrada empotrada del edificio que se utiliza para crear la abertura redondeada en la parte delantera del edificio y para enmarcar las tradicionales letras de "Santidad al Señor" que aparecerán debajo del arco, justo encima de la ventana del travesaño sobre las puertas de entrada y que decoran la entrada de todos los templos SUD. El marco de la cúpula del campanario se ha revestido y cubierto parcialmente con láminas. El campanario está revestido con láminas de metal.
En marzo de 2023, 28 meses luego del inicio de la construcción, se colocaron láminas de metal brillante en el marco de la cúpula, que está rematada con una linterna y un conjunto de remates. Se colocaron molduras en la parte superior de las paredes exteriores y se instalaron el núcleo de hormigón y la base para el letrero del monumento a nivel de la calle que conduce al templo.

### Jardines
Los elementos sólidos del terreno del templo, frente a la entrada del edificio, entre ellos pasarelas, bolardos y un elemento paisajístico circular fueron instalados para agosto de 2022. Se comenzaron la preparación para las piezas de acabado que se colocaron para formar los marcos de las ventanas, las cornisas y las molduras de la base del edificio. Se completaron el techo y el exterior de ladrillo del nuevo centro de reuniones, y las líneas blancas alrededor del edificio marcaban la ubicación de las pasarelas. Para octubre se comenzó el decoramiento de los jardines incluyendo las palmeras que decoran la entrada.
Para marzo de 2023 ya habían cientos de plantas en macetas en el terreno listas para convertirse en parte de los jardines del terreno ubicado a un costado de las montañas boscosas del Altiplano Central de Guatemala. Los terrenos simétricos cuentan con senderos sinuosos, áreas circulares de reunión e hileras de palmeras reales a lo largo del césped delantero. Se plantaron parterres y césped. Los otros edificios del lugar incluyen dos casetas de vigilancia, dos edificios de mantenimiento, un centro de alojamiento y un centro de reuniones.

## Presidentes del templo
Los templos de la iglesia SUD son dirigidos por un presidente y una directora del templo, quienes prestan servicio no remunerado por un período de tres años. El presidente y la directora supervisan la administración de las operaciones del templo y brindan orientación y capacitación tanto a los usuarios como al personal del templo. Desde su dedicación en 2024, el presidente y la directora del Templo de Cobán Guatemala son Félix R. Choc Rosales y su esposa Violeta E. de Rosales, ambos ciudadanos de Cobán. Rosales fue uno de los primeros misioneros en ser asignados a hacer proselitismo en el idioma quekchí.
El templo presta servicio a fieles en las estacas de Cobán, Chulac, San Benito y Senahú, así como en los distritos de Sacsuha y Salama; y Ciudad de Belice y Cayo, Belice. El templo sirve también a fieles indígenas Poqomchí del sur de Alta Verapaz.

## Casa abierta
Antes de la dedicación del templo, se celebró una jornada de puertas abiertas para el público del 25 de abril al 11 de mayo de 2024. El templo fue dedicado durante dos sesiones por Dale G. Renlund el 9 de junio de 2024.
Como todos los templos de la iglesia, no se utiliza para los servicios de culto dominical. Para los miembros de la Iglesia, los templos son considerados casas sagradas del Señor. Una vez dedicados, sólo los miembros de la iglesia con una recomendación vigente para el templo pueden entrar al edificio.